# Kanak
De Kanak (Franse spelling tot 1984: Canaque) zijn de inheemse Melanesische bewoners van Nieuw-Caledonië, een overzeese gemeenschap van Frankrijk in het zuidwesten van de Grote Oceaan. De Kanak-bevolking spreekt traditioneel diverse Austronesische talen die behoren tot de Nieuw-Caledonische tak van de Oceanische talen. Volgens de volkstelling van 2019 vormen de Kanak 41,2% van de totale bevolking van Nieuw-Caledonië, wat overeenkomt met ongeveer 112.000 mensen. Andere bevolkingsgroepen zijn de Caldoche, die in Nieuw-Caledonië geboren zijn en in Europa wonen; de Zoreille, die in Europees Frankrijk geboren zijn en in Nieuw-Caledonië wonen, plus ongeveer 10% niet-Kanak-Polynesiërs en 10% van gemengde afkomst.
De vroegste sporen van menselijke bewoning in Nieuw-Caledonië gaan terug tot de Lapitacultuur, ongeveer 3000 BP, d.w.z. 1000 v.Chr.. Bovendien hebben Polynesische zeevaarders zich de afgelopen eeuwen op de eilanden gevestigd en met de Kanak getrouwd. Nieuw-Caledonië werd in 1853 door Frankrijk geannexeerd en werd in 1956 een Frans overzees gebied. De onafhankelijkheidsbeweging, die in 1967 tot een mislukte opstand leidde, werd in 1984 hervat en streefde naar volledige onafhankelijkheid van de Franse overheersing. Toen in 1988 de Matignon-akkoorden werden ondertekend door de vertegenwoordigers van Frankrijk en Nieuw-Caledonië om te beslissen over het houden van een referendum voor onafhankelijkheid, opperde Jean-Marie Tjibaou, de Kanak-leider van de onafhankelijkheidsbeweging, een voorstel om een Agentschap voor de Ontwikkeling van de Kanakcultuur (ADCK) op te richten. Na de moord op Tjibaou in 1989 gaf de Franse president François Mitterrand opdracht om in Nouméa, de hoofdstad van Nieuw-Caledonië, een cultureel centrum op te richten naar het idee van Tjibaou. Het zou het laatste van Mitterrands Grands Projets worden. Het Jean-Marie Tjibaou Cultureel Centrum werd formeel opgericht in mei 1998. 
Hoewel het oude Lapita-aardewerk teruggaat tot 1000 v.Chr. en de bewoners van het eiland al lang kunst produceerden, zijn de Kanak-kunst en het Kanak-ambacht in Nieuw-Caledonië populairder geworden sinds de oprichting van de ADCK. Houtsnijwerk in de vorm van haviken, oude goden, slangen en schildpadden is populair, evenals de flèche faîtière, een houtsnijwerk dat lijkt op een kleine totempaal met symbolische vormen. Muziek, dans en zang zijn onderdeel van veel ceremoniële functies. Tijdens de traditionele bijeenkomsten worden dansen uitgevoerd met als doel de relaties binnen de clan en met de voorouders te verstevigen.

## Etymologie
Het woord Kanak (in het Frans oorspronkelijk gespeld als Canaque) is afgeleid van kanaka maoli, een Hawaïaanse uitdrukking die "gewoon persoon" betekent en die ooit door Europese kolonisten, handelaren en missionarissen in Oceanië zonder onderscheid werd gebruikt voor alle niet-Europese eilandbewoners in de Grote Oceaan. Kanaka stamt in het Hawaïaans af van de Proto-Polynesische wortel *taŋata, wat "persoon" betekent, een wortel die niet wordt gebruikt in de Nieuw-Caledonische talen. Vóór het contact met de Europeanen bestonden er in Nieuw-Caledonië geen eenheidsstaten en er werd geen geamelijk endoniem gebruikt om de inwoners aan te duiden.
In 1984 namen de Melanesische leiders de moderne spelling Kanak aan, als alternatief voor de oude spelling Canaque die geassocieerd werd met de koloniale periode. De nieuwe vorm "Kanak" wordt in het Frans niet grammaticaal verbogen: het meervoud is bijvoorbeeld "les Kanak" (les Kanaks is onjuist); "les traditions kanak", enz.
In de afgelopen generaties zijn er uit Kanak nog andere woorden ontstaan:
- Kanaky is een etnopolitieke naam voor het eiland of het gehele grondgebied.
- Kaneka is een muzikaal genre dat geassocieerd wordt met de Kanak, stilistisch gezien een vorm van reggae met toegevoegde fluiten, percussie en harmonieën. Kaneka heeft vaak politieke teksten en wordt gezongen in het Drehu, Paici of andere Melanesische talen, of in het Frans.

In het Duits is de benaming Kanake, die nu wordt gebruikt voor alle niet-blanken, in sommige gevallen zelfs voor Zuid-Europeanen en vooral voor Turkse immigranten, ook afkomstig van dezelfde bron. Het werd oorspronkelijk toegepast op mensen uit de Duitse koloniale bezittingen in Oceanië. 

## Geschiedenis

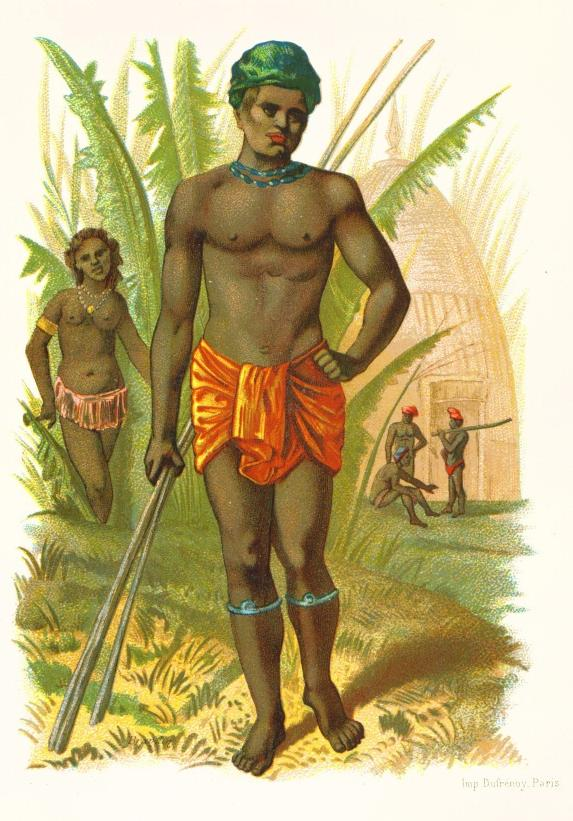
Antieke litho van Kanak.

### Oorsprong
De Melanesische nederzetting op Grande Terre dateert minstens terug tot de Lapitacultuur. De oorsprong van de Kanak is onduidelijk. Obsidiaan dat uit Nieuw-Guinea werd getransporteerd, werd aangetroffen bij het oudste Lapita-aardewerk van Nieuw-Caledonië. Bovendien is er volgens sommige onderzoekers bewijs van menselijke bewoning in Nieuw-Caledonië daterend uit 3000 v.Chr. (1500 jaar vóór de Lapitacultuur), terwijl anderen beweren aardewerk van vóór de Lapitacultuur te hebben gevonden.  
Een ander probleem bij het bepalen van de oorsprong en vroege geschiedenis van de Kanak is dat de archeologische interpretatie in conflict is met de opvattingen van de Kanak, die na de koloniale overheersing gepolitiseerd zijn geraakt. 

### Europese kolonisten
De eerste Europeanen die op deze eilanden aankwamen dateren uit 1774, toen kapitein James Cook van het koninkrijk Groot-Brittannië aan land kwam. Er leefden toen naar verluidt 70.000 Kanak op de archipel. Cook gaf de naam "Nieuw-Caledonië" aan deze eilanden, vernoemd naar Caledonia, de Latijnse naam voor Schotland. 
50 jaar later kwamen de protestanten van het Londens Zendingsgenootschap naar Nieuw-Caledonië, in 1843 gevolgd door de komst naar het eiland van Franse katholieken. Dit leidde tot een conflict tussen de twee religieuze groeperingen. Uiteindelijk kregen de Franse katholieken de macht over de eilanden. Het eiland werd daarna in 1853 door Frankrijk geannexeerd. 
Tijdens de koloniale periode, in de 19e eeuw, werden Kanak ingezet als dwangarbeiders om werk te verrichten in onder meer Australië, Nieuw-Zeeland, Papoea-Nieuw-Guinea, de Amerikaanse staat Californië, Canada, Chili, Fiji en Zuid-Afrika (blackbirding). Tijdens de 3000 jaar dat de Kanak op de afgelegen eilanden leefden, waren ze niet voorbereid op de komst van Europese virussen en bacteriën. De Kanak werden van hun land verdreven en als dwangarbeiders ingezet op Franse plantages, ranches en openbare werken. 

### Opstand

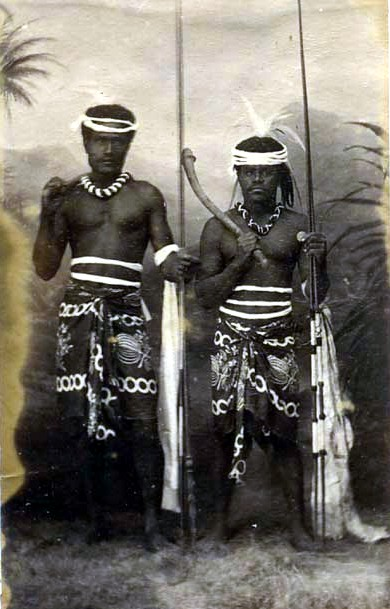
Kanak-krijgers, c. 1880

Toen de Kanak gedwongen werden om naar reservaten op het eiland te verhuizen, dichter bij de bergen, bezetten ze slechts 10 procent van hun voorouderlijk land, aangezien hun populatie zo dramatisch was afgenomen als gevolg van ziekten, en hun leefomstandigheden zeer zwaar waren geworden. Deze situatie ontstond nadat de Franse overheid tussen 1864 en 1897 20.000 gevangenen naar de kolonie verhuisde. De meesten van hen vestigden zich permanent in het land en werden ingezet voor de winning van nikkel (vanaf 1864) en koper (vanaf 1875). Dit leidde tot ernstige wrevel onder de Kanak, die in 1878 in opstand kwamen tegen de Franse koloniale overheersing, die werd onderdrukt door de Fransen die beter bewapend waren. De leider van de Kanak werd onthoofd en zijn hoofd werd tentoongesteld in het Muséum national d'histoire naturelle. 

### Na de Tweede Wereldoorlog
Na de Tweede Wereldoorlog kreeg de onafhankelijkheidsbeweging van de Kanak opnieuw momentum toen de Verenigde Naties Nieuw-Caledonië in 1946 op de dekolonisatielijst van niet-zelfbesturende gebieden plaatste. Een belangrijke vooruitgang vond plaats toen de Kanak en Franse kolonisten in het land in 1951 stemrecht kregen, kort voordat het in 1956 een overzees gebiedsdeel van Frankrijk werd. Ook mochten de Kanak toen hun reservaatgebieden verlaten. Dit werd gevolgd door de oprichting van de Territoriale Vergadering in 1957, maar dit was van korte duur. Charles de Gaulle schafte deze af nadat hij in 1958 president van Frankrijk was geworden. 

### Strijd voor onafhankelijkheid
In 1981 ontstond de onafhankelijkheidsbeweging, na de moord op Pierre Declercq, secretaris-generaal van de Caledonische Unie (Frans: Union calédonienne, UC) op 19 september 1981. In 1984 werd een nationaal forum opgericht met de naam "Front de Liberation Nationale Kanak Socialiste" (FLNKS). Dit forum weigerde deel te nemen aan de verkiezingen voor de Territoriale Vergadering en riep zelfs zijn eigen provinciale regering uit, hetgeen op verzet stuitte van de Fransen. De FLNKS organiseerde een boycot van de territoriale verkiezingen in Nieuw-Caledonië, waarbij stembussen werden vernield en wegversperringen werden opgeworpen om te voorkomen dat mensen gingen stemmen. De FLNKS zette haar agitatie voort en kondigde op 7 januari 1985 eenzijdig aan dat er in juli 1985 een referendum over onafhankelijkheid zou worden gehouden. Na de dood van Kanak-leider Eloi Machoro in 1985 namen Kanak-activisten 27 gendarmes in gijzeling op het eiland Ouvéa, wat leidde tot een Franse reactie. 
De Kanak-beweging stelde in januari 1986 zelfbestuur voor. Mitterrand kondigde een tijdelijke regeling aan die de kolonie meer autonomie wilde geven. De Franse premier Jacques Chirac stationeerde troepen op de eilanden, en de kwestie van de autonomie werd op de lange baan geschoven. De FLNKS, gesteund in hun campagne voor een referendum door regionale organisaties zoals de "Groupe du fer de lance mélanesien" (Melanesische Speerpuntgroep), het Pacific Islands Forum en de Beweging van Niet-Gebonden Landen, slaagde erin om de VN-resolutie 41-41 A van 2 december 1986 aangenomen te krijgen. Deze resolutie schreef Nieuw-Caledonië opnieuw in op de Dekolonisatielijst van Niet-Zelfbesturende Gebieden. Deze resolutie heeft het geweld echter niet doen afnemen, en er volgden meer confrontaties met de autoriteiten. De gijzeling in de Ouvéa-grot resulteerde in 21 doden, waaronder 19 Kanak. Na de slag ontstond er internationaal protest dat resulteerde in het starten van onderhandelingen over een regeling tussen de Franse regering, de Kanak en de Franse kolonisten. 

### Matignon-akkoord
Op 6 november 1988 volgde een overeenkomst genaamd het Matignon-akkoord tussen de Fransen en de Kanak, dat de steun kreeg van de meerderheid van 80% van de Franse bevolking. Volgens het Matignon-akkoord werd voorgesteld om uiterlijk in 1998 een referendum over onafhankelijkheid te houden. Twee Kanak-leiders die de overeenkomst ondertekenden, Jean-Marie Tjibaou en Yeiwene Yeiwene, werden op 4 mei 1989 vermoord door een Kanak-activist. De onafhankelijkheidsactivisten waren ontevreden met het akkoord, omdat ze vonden dat Frankrijk hen nooit onafhankelijkheid zou gunnen.

### Nouméa-akkoord
Op 5 mei 1998 werd een volgende overeenkomst, het Nouméa-akkoord, ondertekend tussen de president van de FLNKS en de Franse regering, die Nieuw-Caledonië gedurende een overgangsperiode van maximaal twintig jaar een zekere mate van autonomie verleende. In 2018 werd een referendum gehouden voor onafhankelijkheid van Frankrijk. De veranderingen die van deze overeenkomst werden verwacht hadden betrekking op de lokale politieke controle en structuur. De Kanak zouden meer zeggenschap krijgen over interne en regionale aangelegenheden, terwijl Frankrijk soevereine rechten zou behouden, inclusief de controle over militaire en buitenlandse zaken. In een toespraak voor de Vierde Commissie van de Verenigde Naties op 10 oktober 2005 drong de vicevoorzitter van de FLNKS, Léopold Jorédié, er bij de Verenigde Naties op aan om "een systeem voor toezicht en follow-up op te zetten voor de eerdere contracten die tussen multinationals en gemeenten zijn ondertekend, door een beroep te doen op de initiatieven van Global Witness en door de VN te vragen een ad-hoccommissie in te stellen om de rijkdommen van Nieuw-Caledonië te beschermen, naar het voorbeeld van wat er voor Congo is gedaan." 

### Huidige status
De Caledonische Unie, een van de politieke partijen binnen de pro-onafhankelijkheidsgroep FLNKS, deed in 2010 een beroep op een nationale commissie om de vooruitgang te evalueren en Nieuw-Caledonië voor te bereiden op de wisseling van de wacht vóór het geplande referendum in 2014. In dit beroep betoogde de UC ook dat de Franse regering volgens het Nouméa-akkoord verplicht was om de capaciteiten van de Kanak op te leiden en te vergroten, zodat zij in 2014 de regering konden overnemen, en drong er bij hen op aan om snel te reageren. In werkelijkheid werd het referendum uitgesteld tot 2018 en de  uitslag was dat Frankrijk met een meerderheid van 56% bleef. In 2020 en 2021 werden twee herhaalde referenda gehouden, waarbij de kiezers de onafhankelijkheid afwezen, ondanks protesten van sommige Kanak. 

## Bevolking

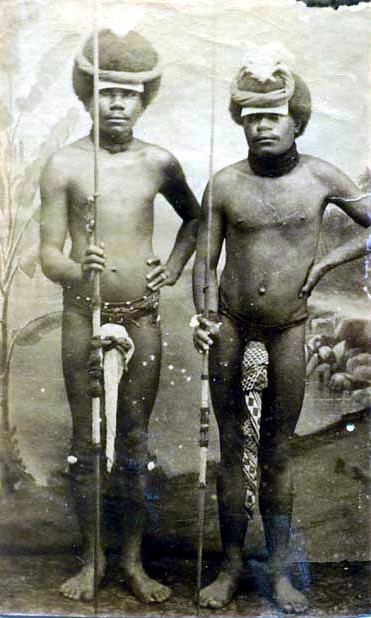
Twee Kanak-krijgers poseren met peniskalebassen en speren

### Demografie
Nieuw-Caledonië, of Territoire des Nouvelle-Caledonië et Dependances, ligt op ongeveer 1.200 km voor de noordoostkust van Australië. Van de 500 eilanden zijn de vijf belangrijkste bewoond en ze liggen verspreid over een gebied van 48 km breed en meer dan 400 km lang. In 2009 vormden de Melanesische Kanak 40,3% (99.078) van de bevolking van 245.580 in Nieuw-Caledonië. De andere groepen bestonden uit uit Europeanen (voornamelijk Fransen) met 29%, Wallisianen met 9%, mensen van gemengde afkomst (8%) en andere groepen, waaronder Polynesiërs, Indonesiërs, Vietnamezen en degenen, waarvan wordt aangenomen dat ze voornamelijk van Europese afkomst zijn, die zich eenvoudigweg identificeerden als "Caledoniërs."  
In 1774 landde Cook in Balade en schatte de bevolking van het hele eiland op ongeveer 50.000. Een minimum van 100.000 is waarschijnlijker, gezien de hoeveelheid land waarvan kan worden aangetoond dat het prekoloniaal is bebouwd. Dit aantal daalde tot 27.000 tijdens de vroege koloniale overheersing als gevolg van ziekte. De Kanak werden historisch gezien geassocieerd met stammen, waaronder de Bwaarhat, Tiendanite, Goa en Goosana, en ook met clans, zoals de Poowe. 

### Talen
De talen van Nieuw-Caledonië zijn zeer divers, waarbij Frans de lingua franca en de officiële taal van Nieuw-Caledonië is. Glottolog erkent 33 Kanak-talen op het eiland, waarvan vele een eigen dialect hebben. Ongeveer 60.000 inwoners van Nieuw-Caledonië spreken minstens een van de Kanak-talen. De Kanak-taal met de meeste sprekers is Drehu.
Met uitzondering van het Fagauvea, een Polynesische taal die gesproken wordt op het Loyaliteitseiland Ouvéa, behoren alle Kanak-talen tot de Nieuw-Caledonische subgroep van de Oceanische talen, zelf een tak van de Austronesische talen. Ondanks hun gemeenschappelijke oorsprong zijn de Kanak-talen in de loop van de geschiedenis zo divers geworden dat ze niet meer onderling verstaanbaar zijn. 
De Nieuw-Caledonische talen zijn onderverdeeld in verschillende groepen. De noordelijke groep omvat 12 talen: Caac, Cemuhî, Fwâi, Jawe, Kumak, Nemi, Paicî, Pije, Pwaamei, Pwapwa, Yalayu en Yuaga. Vijf talen hebben lexicale tonen ontwikkeld: Cèmuhî en Paicî uit de noordelijke groep, en drie talen (Drubea, Numèè, Kwenyii) uit het Verre Zuiden. De meeste van deze talen worden alleen gesproken.
Kanak-leider Tjibaou was betrokken bij de oprichting van de Écoles populaires kanak, die de lokale Kanak-talen gebruikten als instructiemiddel voor spirituele en praktische kennis, terwijl er ook lessen in het Frans en Engels werden gegeven. Sinds 2006 krijgen kleuters de kans om de inheemse Kanak-talen te leren. Terwijl de Kanak-talen op middelbare scholen in de Loyaliteitseilanden en de Noordprovincie werden onderwezen, was het taalonderwijs in de meer Europese Zuidprovincie niet zo gebruikelijk. De oprichting van de Kanak Language Academy (KLA) was een bepaling van het Nouméa-akkoord. 

### Traditionele overtuigingen en religie

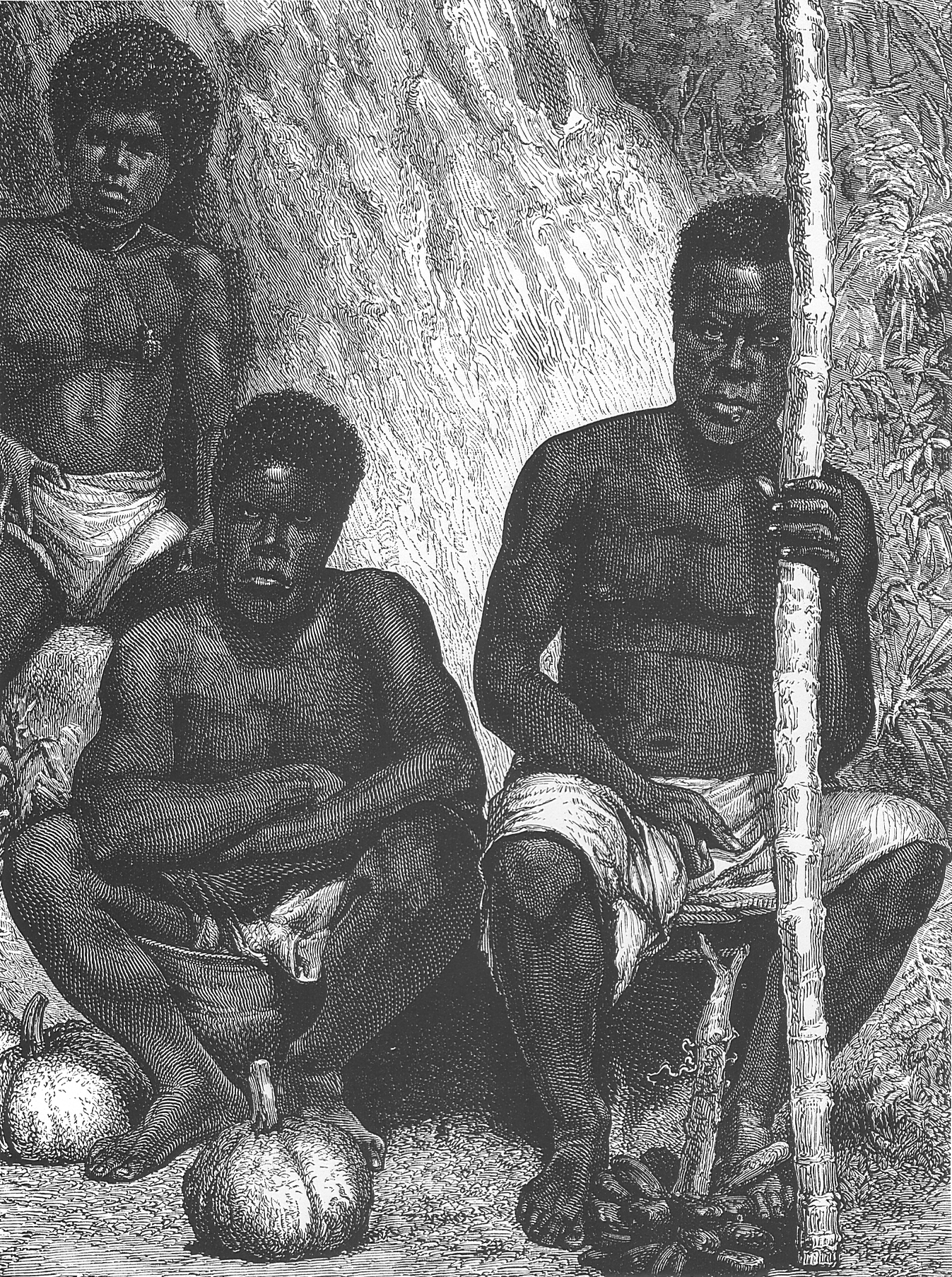
Kanak, c. 1880

De Kanak stonden erom bekend hun voorouders te vereren. Deze aanbidding werd belichaamd in het graf, heilige stenen en devotionele haarden waar zij offers brachten. Tegenwoordig zijn de meeste Kanak christenen. Religie is een belangrijk aspect van de Kanakcultuur. De katholieke kerk in Nouméa wordt bezocht door Kanak, die bijna 50% van de katholieke bevolking van Nieuw-Caledonië vormen (naast de Europeanen). Bovendien is de meerderheid van de protestanten Kanak. Sommige Kanak houden vast aan traditionele overtuigingen.
Volgens de traditionele overtuigingen van de Kanak is de zee heilig omdat het hen voorziet van vis als voedsel, en daarom behandelen ze de zee met groot ontzag. De volksverhalen van de Kanak getuigen hiervan en worden dan ook strikt nageleefd, net als de ongeschreven wetten. Enkele belangrijke aspecten van de mondelinge wetten hebben betrekking op de bescherming en het behoud van het milieu, zoals de sluiting van visserijactiviteiten wanneer de visbestanden achteruitgaan, en de strikte naleving van visrechten in bepaalde gebieden ten opzichte van de lokale bevolking. 

### Behoud
Op basis van deze overtuigingen en tradities zijn de Kanak en Conservation International (CI) gezamenlijk betrokken bij het behoud van de voorouderlijke wateren en natuurlijke hulpbronnen. Volgens een snelle evaluatie die met hulp van de Kanak werd uitgevoerd zijn er 42 koraalriffen aangewezen voor bescherming in de buurt van de noordelijke provincie Mont Pani. Tot de rijke biodiversiteit behoren ook zeekomkommers, weekdieren, Kreeftachtigen, haringen, tandbaarzen en ruwe haaien. Ter ondersteuning van de Kanak-tradities heeft het partnerschap van het Coral Reef Initiative for the South Pacific (CRISP) met CI aanbevelingen en gidsen voor onderwatersoorten aan de Kanak verstrekt. In 2004 werd een voorstel gedaan om de gehele kustregio te promoten als werelderfgoed. Verder werk aan dit initiatief is verricht door het Centrum voor Toegepaste Biodiversiteitswetenschap van het CI, het CRISP en de Franse regering, in samenwerking met het Wereld Natuur Fonds om de mariene hulpbronnen te beoordelen die worden gebruikt door zowel Kanak-stammen als mensen van Europese afkomst langs drie kustlijnen van de Noordelijke Provincie. 

### Traditionele huisvesting

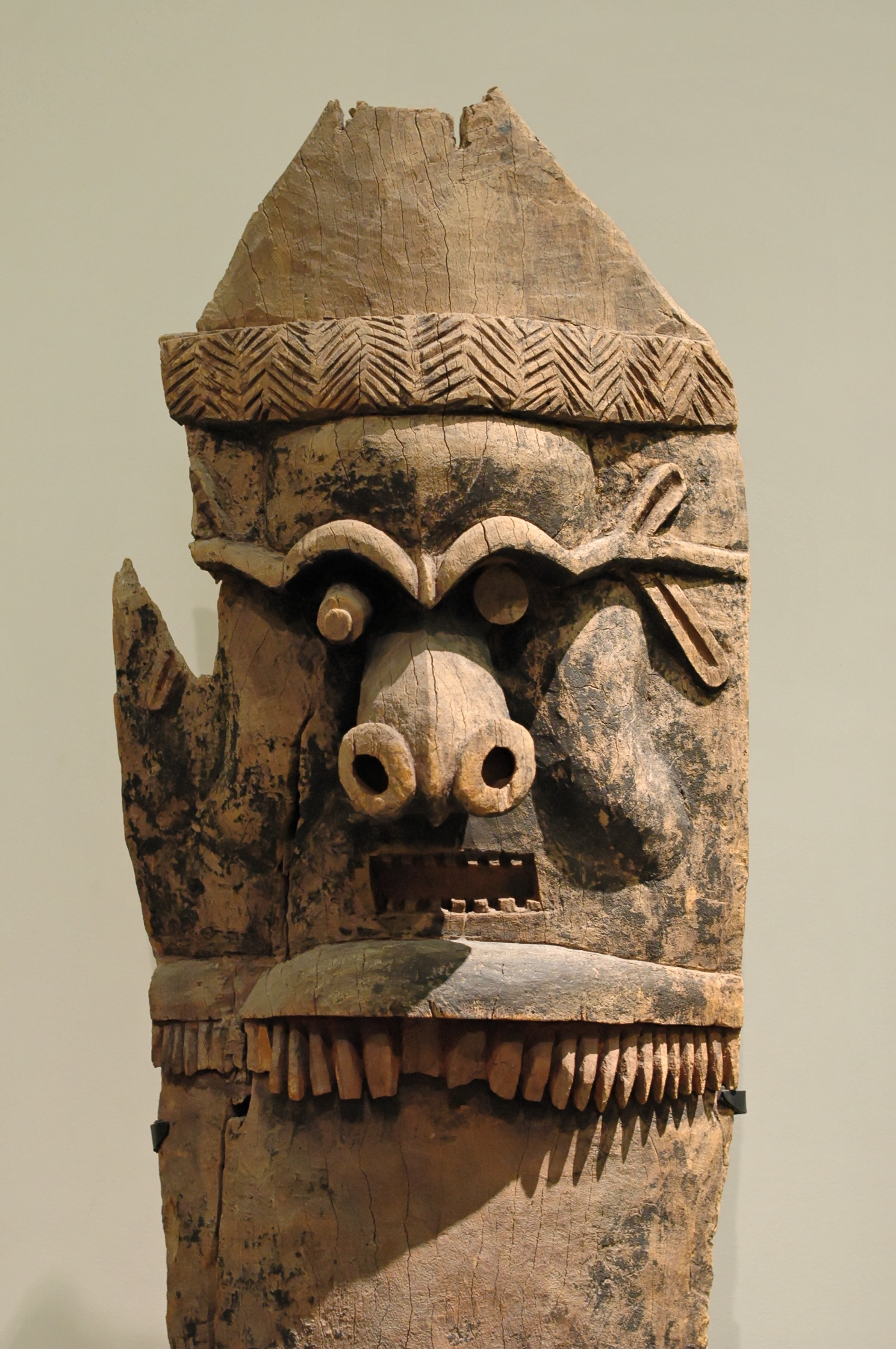
Deurpost (detail) van een groot ceremonieel huis
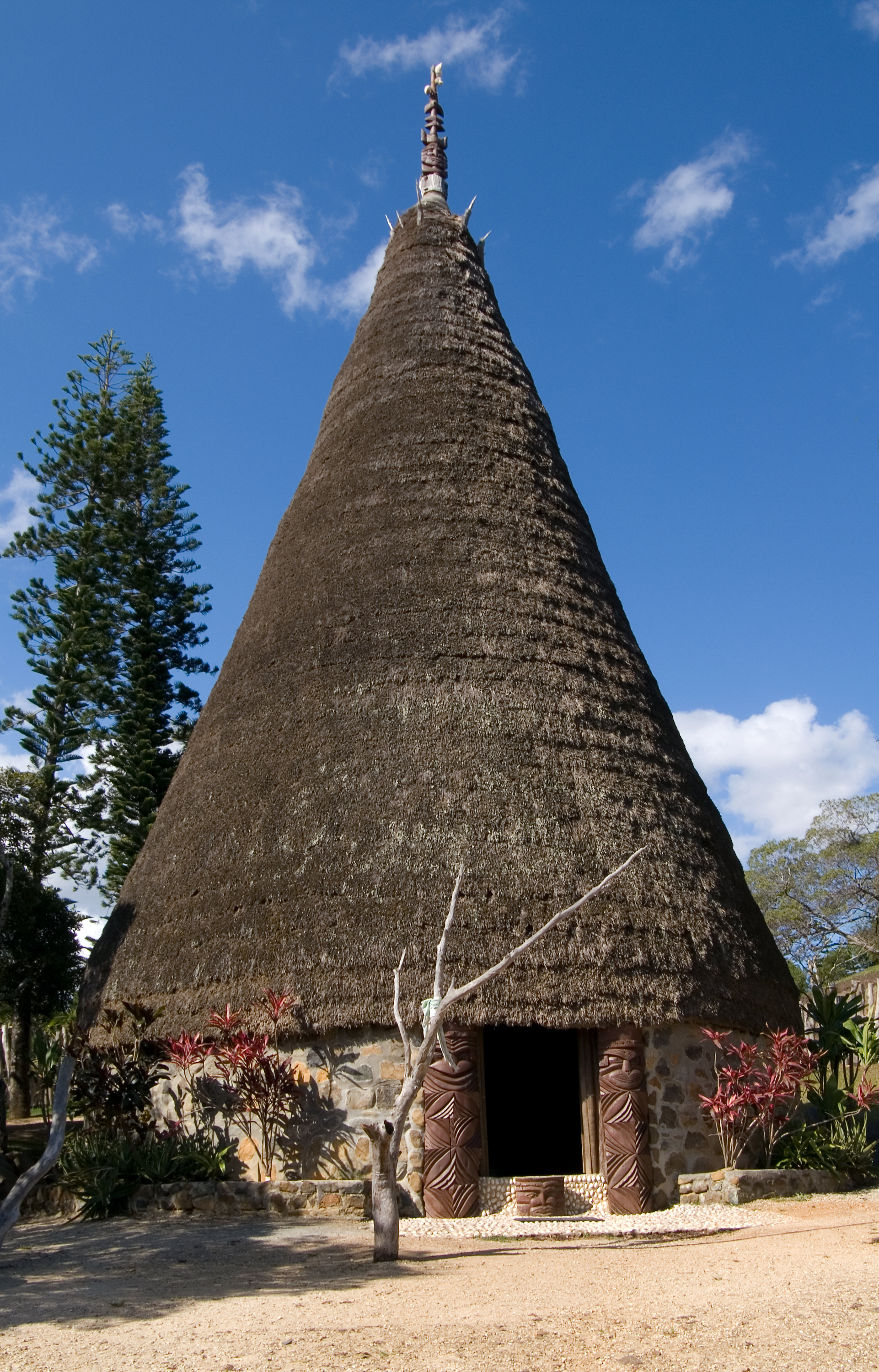
Groot huis met  flèche faîtière
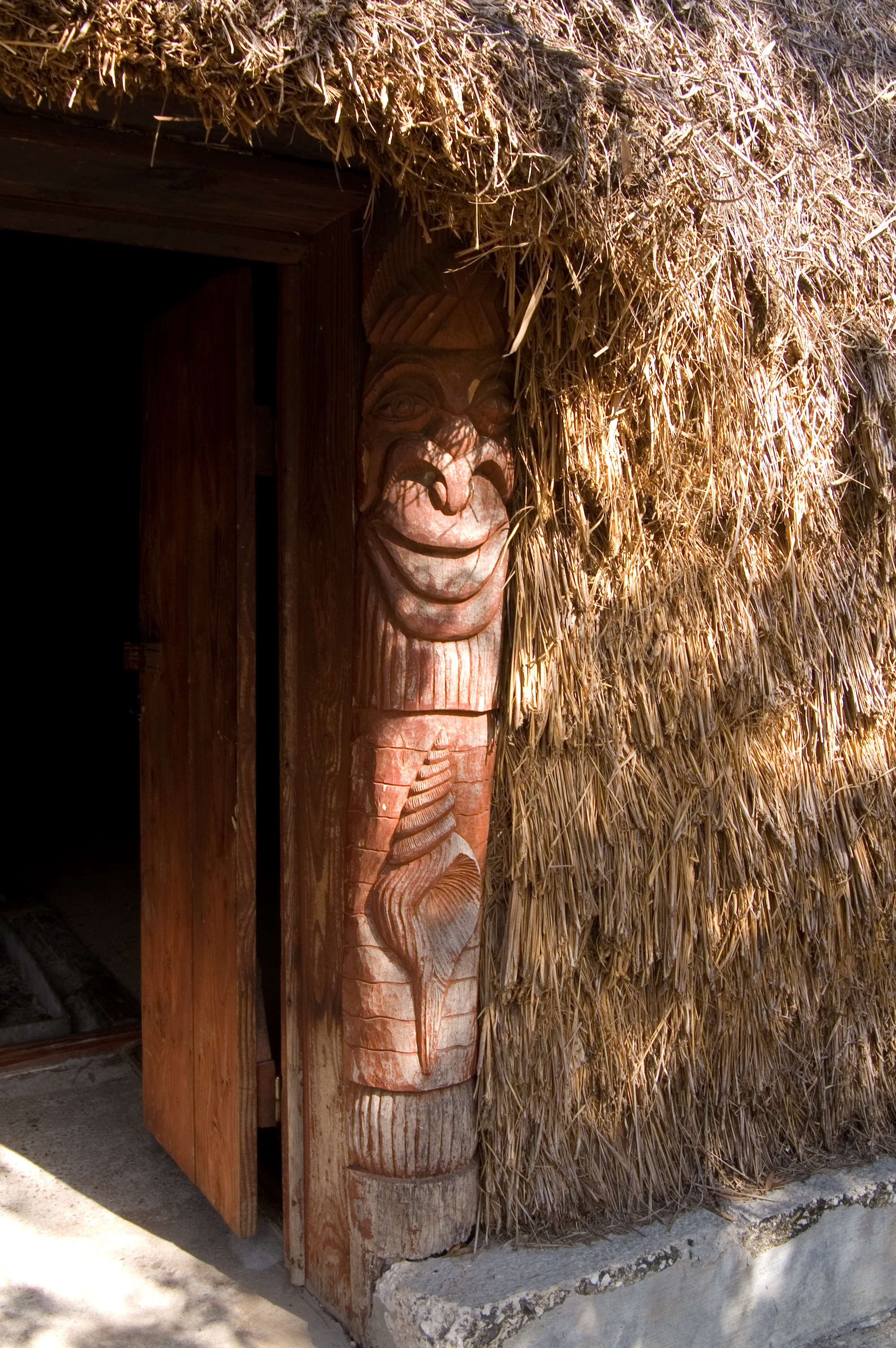
Detail
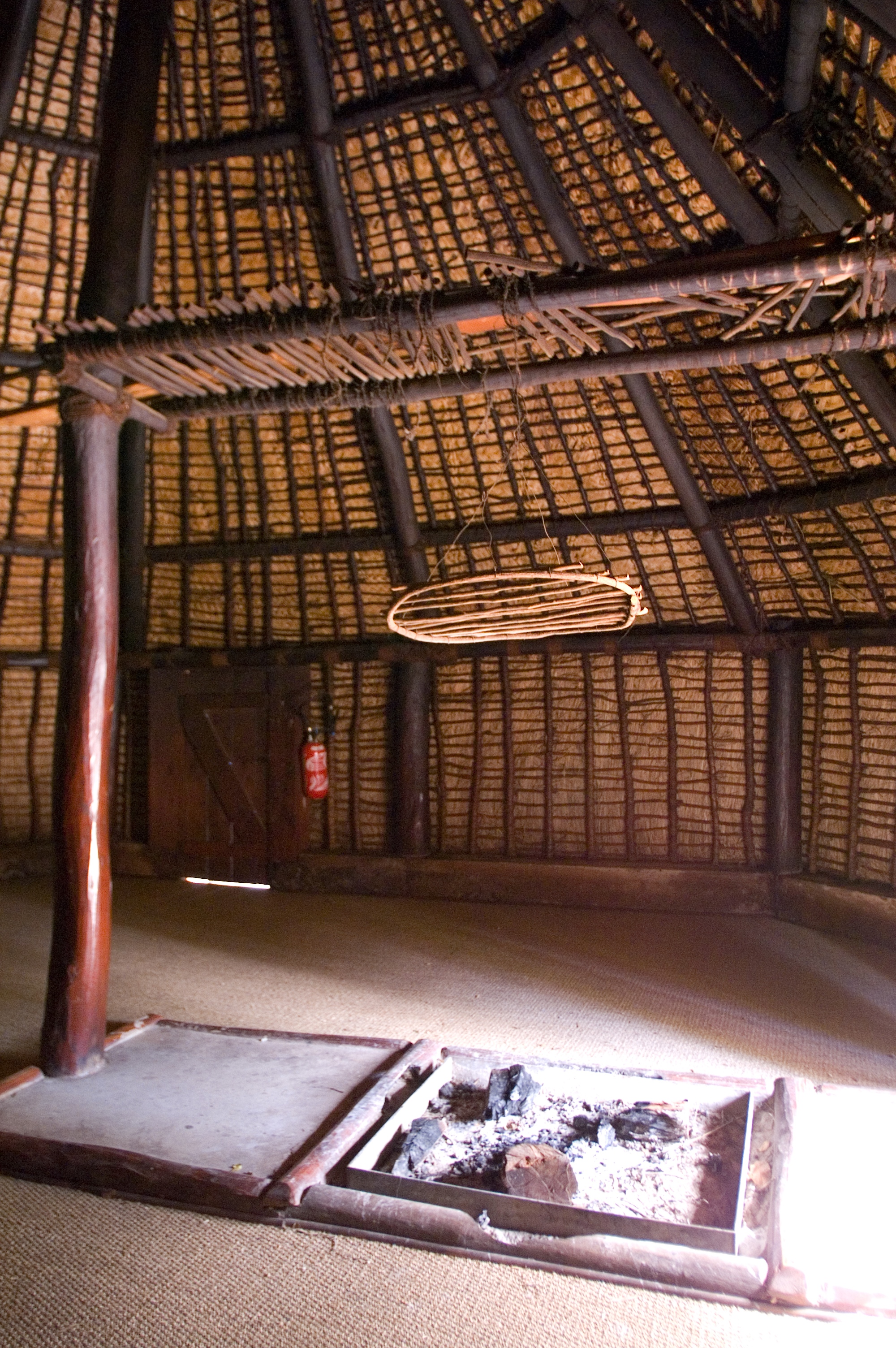
Binnenzijde van een huis met haard

### Keuken

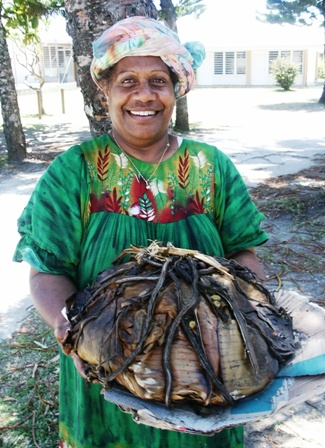
Kanak-vrouw met bougna, een ovenschotel met fruit en vis gebakken in een aardoven

Bougna is een traditionele Kanak-stoofschotel, die door veel Kanak als nationaal gerecht wordt beschouwd. Het is gemaakt van gesneden wortelgroenten, waaronder taro, cassave, yams en kokosmelk. Varkensvlees, kip of zeevruchten kunnen worden gebruikt in de vulling, die vervolgens wordt gewikkeld in poingo-bananenbladeren voordat het wordt gekookt op hete stenen in een aardoven. Andere lokale ingrediënten die in de Kanak-keuken worden gebruikt, zijn onder meer roezetvleerhonden en lokale herten. Basisproducten uit de zee zijn lagune- en koraalrifvissen (waaronder neushoornvis), maar ook krabben en kreeften. Paita-bonen zijn lokaal geteelde bonen, terwijl andere lokale ingrediënten custardappel, limoen en saffraan zijn. 

## Kunst
Kanak-kunstvormen zoals beeldhouwkunst, dans, muziek en theater zijn sinds de jaren 1990 populairder geworden dankzij de inspanningen van het Agentschap voor de Ontwikkeling van de Kanakcultuur (ADCK). Kunstvormen in de Kanakcultuur omvatten:

#### Aardewerk
Het aardewerk is hoofdzakelijk een vrouwenambacht en wordt over het algemeen versierd met geometrische patronen en gestileerde menselijke gezichten. Er zijn echter verschillen tussen het aardewerk uit Noord- en Zuid-Nieuw-Caledonië. De verschillende handgrepen en glazuren zijn voorzien van een speldenprikpatroon, gemaakt met behulp van kammen. Het aardewerk werd gemaakt van kleilagen die op de eilanden werden gevonden. 

#### Schilderijen
Schilderen is een recente kunstvorm die vooral door vrouwelijke kunstenaars wordt beoefend. Bekende kunstenaars zijn onder meer Yvette Bouquet uit Koumac, die schilderijen met thema's uit de Grote Oceaan en Oceanië maakte, Paula Boi, wiens schilderijen meer abstracte scènes bevatten, en Denise Tuvouane en Maryline Thydjepache, die gemengde kunstvormen gebruiken. Bushaltes zijn veelvoorkomende plekken waar hun schilderijen worden afgebeeld. 

#### Houtsnijwerk
Houten sculpturen representeren de geest van de Kanakcultuur, waarvan de flèche faîtière, die lijkt op een kleine totempaal met symbolische vormen, de meest voorkomende is. Vlak bij het dorp L'Île-des-Pins staat een klein religieus monument dat doet denken aan Stonehenge. Hier zijn religieuze houtsnijwerken te zien. Andere houten voorwerpen zijn onder meer oorlogsknuppels gesneden uit het sterkste hout, gemaakt in de vorm van een fallische kop (casse-tete), een dodelijke vogelbekknuppel (bec d'oiseau) en speren gemaakt van niaoulibomen (Melaleuca quinquenervia) die werden gebruikt om vijandelijke huizen in brand te steken. 

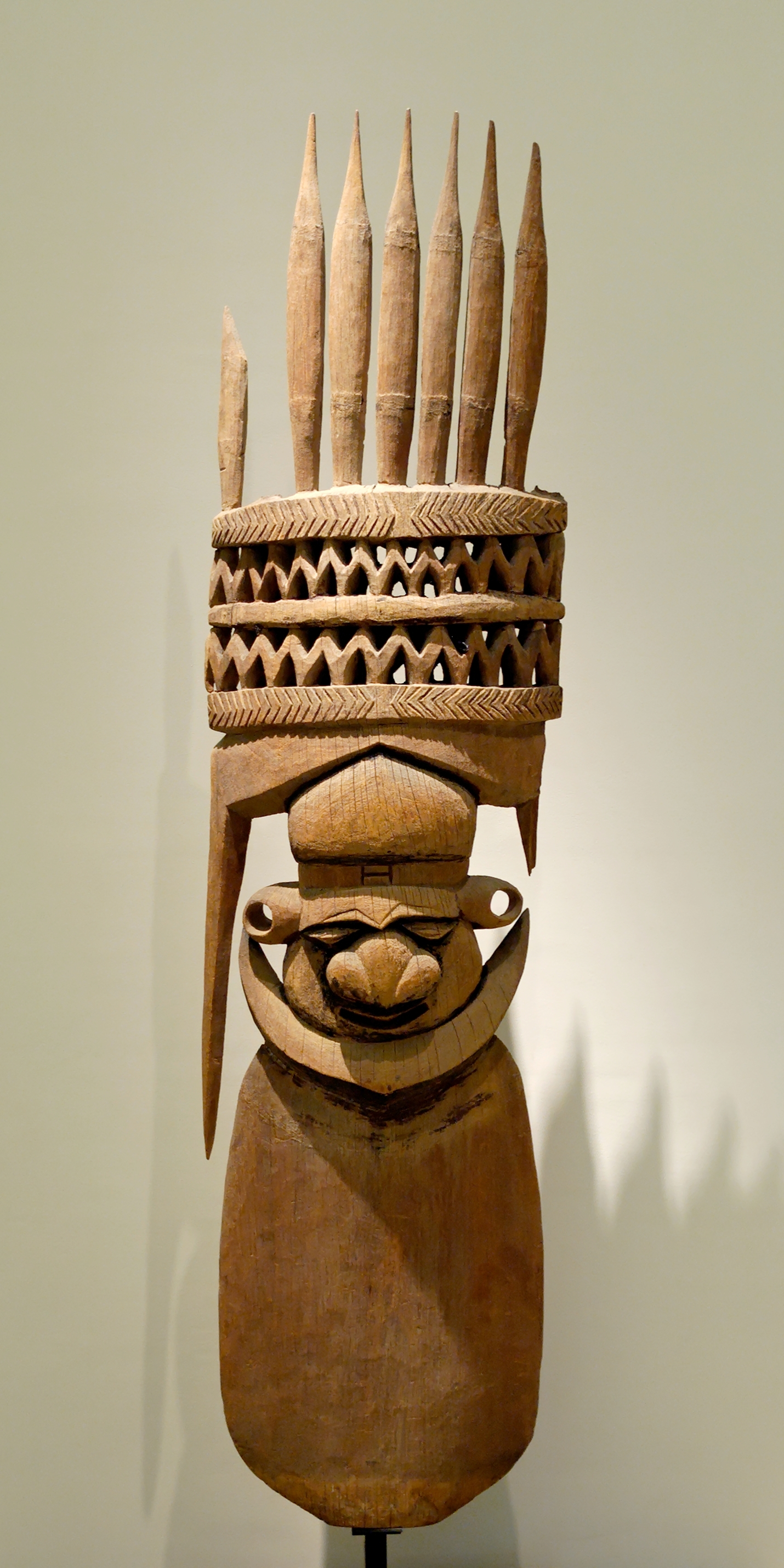
Fragment van een dakbekroning van een groot clanhuis, beeldhouwwerk van Houp-hout, Nieuw-Caledonië, eind 14e - begin 15e eeuw

Ook houtsnijwerken in de vorm van haviken, oude goden, slangen en schildpadden zijn populair. De grote clanhuizen, ook wel grande case genoemd, zijn versierd met fleche faitiere, dat de voorouderlijke geesten vertegenwoordigt en symbool staat voor de overgang tussen de wereld van de doden en de wereld van de levenden. Het houtsnijwerk heeft de vorm van het speervormige snijwerk dat de bovenkant van de grande case siert. Het bestaat uit drie delen: het platte, gekroonde gezicht dat de voorouder voorstelt met een lange, ronde paal met daarop bevestigde schelpen die de stem van de voorouder voorstelt, en een basis waaraan de paal is bevestigd om de band tussen de clan en de leider te symboliseren. Het centrale stuk wordt geflankeerd door houten stukken met scherpe punten die naar beneden wijzen, bedoeld om te voorkomen dat kwade geesten de voorouder in het centrale deel omhullen. Omdat het de macht van de opperhoofden over hun onderdanen vertegenwoordigde, werd het door de organisatie die de onafhankelijkheidsbeweging in Nieuw-Caledonië leidde, aangenomen als vlag van de Kanak. Aan het uiteinde van de pijl of speer zit normaal gesproken een naald, waarmee van onder naar boven schelpen met schroefdraad erin kunnen worden gestoken. Na de dood van een Kanak-leider wordt de fleche faitière verwijderd en neemt zijn familie deze mee naar huis. Hoewel het weer toegestaan is om het te gebruiken als teken van respect, wordt het normaal gesproken bewaard op begraafplaatsen van bekende clanleden of op de heuvels van verlaten grote huizen. 

#### Steenhouwwerk
Stenen beelden van jade of serpentiniet hebben de vorm van ceremoniële bijlen en symboliseren de kracht en macht van de clan. Deze werden tijdens oorlogen gebruikt om vijanden te onthoofden, en tijdens voorouderfeesten, bekend als pilou. De onderkant van het handvat vertegenwoordigt de specifieke clan en is versierd met stenen en schelpen. De bijl is glad gepolijst als een schijf. Ook snijwerk van zeepsteen is populair. 

#### Bamboesnijwerk
Stokken van een meter lang, daterend uit de periode tussen 1850 en 1920, werden gebruikt bij de intocht in een dorp of bij dansceremonies. De stokken werden gebakken om een zwarte patina over de gegraveerde delen te krijgen; de graveerontwerpen bestaan uit geometrische, realistische afbeeldingen van de pilou-dans, landbouwmotieven en dorpsgezichten met visserij of de bouw van een grote hut. Ze werden ook gevuld met magische kruiden om boze geesten af te weren. 

#### Tapas
Een tapa is een doek van schors, gemaakt van kleine stukken, vaak van banyanbomen, gebruikt om het oude Kanak-kralengeld in te wikkelen. 

#### Boten
De Kanak die op de eilanden leefden maakten kano’s van uitgeholde stammen en grote dubbelwandige uitleggerboten met driehoekige zeilen, bekend als pirogues, die traditioneel werden gebruikt voor de visserij.

### Dansen
Tijdens de traditionele Kanak-bijeenkomsten worden dansen uitgevoerd met als doel de relaties binnen de clan en met de voorouders te verstevigen. De dans wordt uitgevoerd in de vorm van een boodschap of een legende, vaak gerelateerd aan dagelijkse activiteiten of belangrijke gebeurtenissen zoals geboorte, huwelijk, besnijdenis, de dood van een opperhoofd, enzovoort. Dansers beschilderen zichzelf kleurrijk om de voorouders die over hen waken te plezieren. Ze zijn getooid met houten maskers, gemaakt met lokale materialen zoals schors, veren en bladeren, die de fysieke verbinding met de onzichtbare wereld symboliseren.
Elke vier jaar wordt het Festival des Arts du Pacifique georganiseerd. Dansers krijgen in speciale workshops les in traditionele dansen. Welkomstdansen die door groepen worden uitgevoerd, zijn erg populair. Van de verschillende dansvormen is de pilou-piloudans de meest unieke dansvorm van de Kanak, die veel verhalen over de clans vertelt. De pilou-pilou-dans, die nu bijna uitgestorven is, werd zo genoemd door de eerste Franse missionarissen van Nieuw-Caledonië en bestond uit het stampen met bamboebuizen en het slaan op boomschorskleppen, begeleid door gezang in duetten met gillen en fluitjes van honderden dansers. Gezien het zeer intense karakter van deze dansvorm, waarbij de dansers een trance-achtige status bereikten, werden deze verboden: de laatste dergelijke dans waarvan melding werd gemaakt was in 1951. 

### Muziek
Muziek, dans en zang zijn onderdeel van veel ceremoniële functies, zoals initiatie, hofmakerij en rouw. Een aangewezen persoon blaast op schelpen om de komst van een clanhoofd of de stem van een voorouder voor te stellen. Tot de ritme-instrumenten die worden gebruikt, behoren de bwanjep, die tijdens ceremonies door een groep mannen wordt gebruikt; de mondharp (wadohnu in de Nengone-taal waar deze oorspronkelijk vandaan komt), gemaakt van een gedroogd stuk kokospalmblad dat tussen de tanden wordt gehouden en waaraan een stukje zacht nerfblad is bevestigd; de kokosbladzoemer, een stuk kokosblad dat aan een snaar is bevestigd en rondgedraaid wordt en een geluid produceert dat lijkt op een zoemende bij; de hobo, gemaakt van holle grassprieten of bamboe; de eindgeblazen fluit, gemaakt van de 50 cm lange uitgeholde stengel van een papajablad; bamboe-stampbuizen die verticaal op de grond worden geslagen en bij grote evenementen worden bespeeld; slaginstrumenten (slagstokken, palmscheden); ratels die aan de benen worden gedragen, gemaakt van kokosbladeren, schelpen en bepaalde vruchten. Kanak-groepen zoals Bethela maakten de eerste opnamen op cassette rond 1975 of 1976. 

### Orale literatuur
De kennis van de Kanak komt voort uit een mondelinge traditie en werd traditioneel doorgegeven via gedichten, legendes en verhalen. De mondelinge geschiedenis van kinderen wordt verteld door ouders en andere familieleden. Hierbij gebruiken ze ook kietelen en klanknabootsende geluiden om de aandacht van het kind vast te houden. Enkele van de opmerkelijke Kanak-auteurs zijn onder meer Jean-Marie Tjibaou die La Présence Kanak schreef; Susanna Ounei-Small, een Kanak-auteur uit Ouvéa die over de Matignon-akkoorden schreef; en Kaloombat Tein, auteur van Hwanfalik – Sayings from the Hienghene Valley, dat inzicht geeft in Hienghène-legendes en is geschreven in Hienghène, met vertaling in het Engels. 

### Festivals

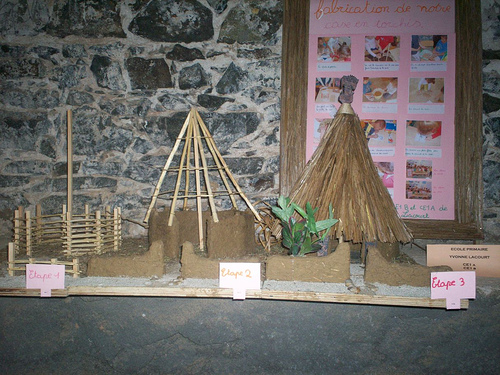
Tentoonstelling van de bouwfasen van een Kanak-hut

In 1971 werd de vrouwenvereniging Smiling Melanesian Village Women's Groups opgericht. Zij pleitten voor het idee van een cultureel festival om de Kanak-kunst te promoten. Als resultaat van deze beweging werd in september 1975 in Nouméa het eerste festival van Melanesische kunst gehouden, " Melanesia 2000 ", gesteund door Jean-Marie Tjibaou. Kanak-kunstfestivals werden populair door twee internationale evenementen die begin jaren negentig werden gehouden en die de bekendheid van de Kanak-kunst vergrootten. In Ko i Neva werd de eerste tentoonstelling van hedendaagse houtsnijders en schilders gehouden, die ook werd gepubliceerd als Hedendaagse Kanak-kunst. Dit werd gevolgd door een grote tentoonstelling van Kanak-kunst in Parijs, bekend als De Jade et de Nacre – Patrimoine Artistique Kanak (Jade en parelmoer – Kanak artistiek erfgoed). 
In het Centre Cultural Tjibaou worden ook af en toe kunsttentoonstellingen gehouden. Een populair vierjaarlijks evenement is het Festival of Pacific Arts, waar de inheemse bevolking van alle landen in de Grote Oceaan samenkomt om het culturele erfgoed te tonen. 

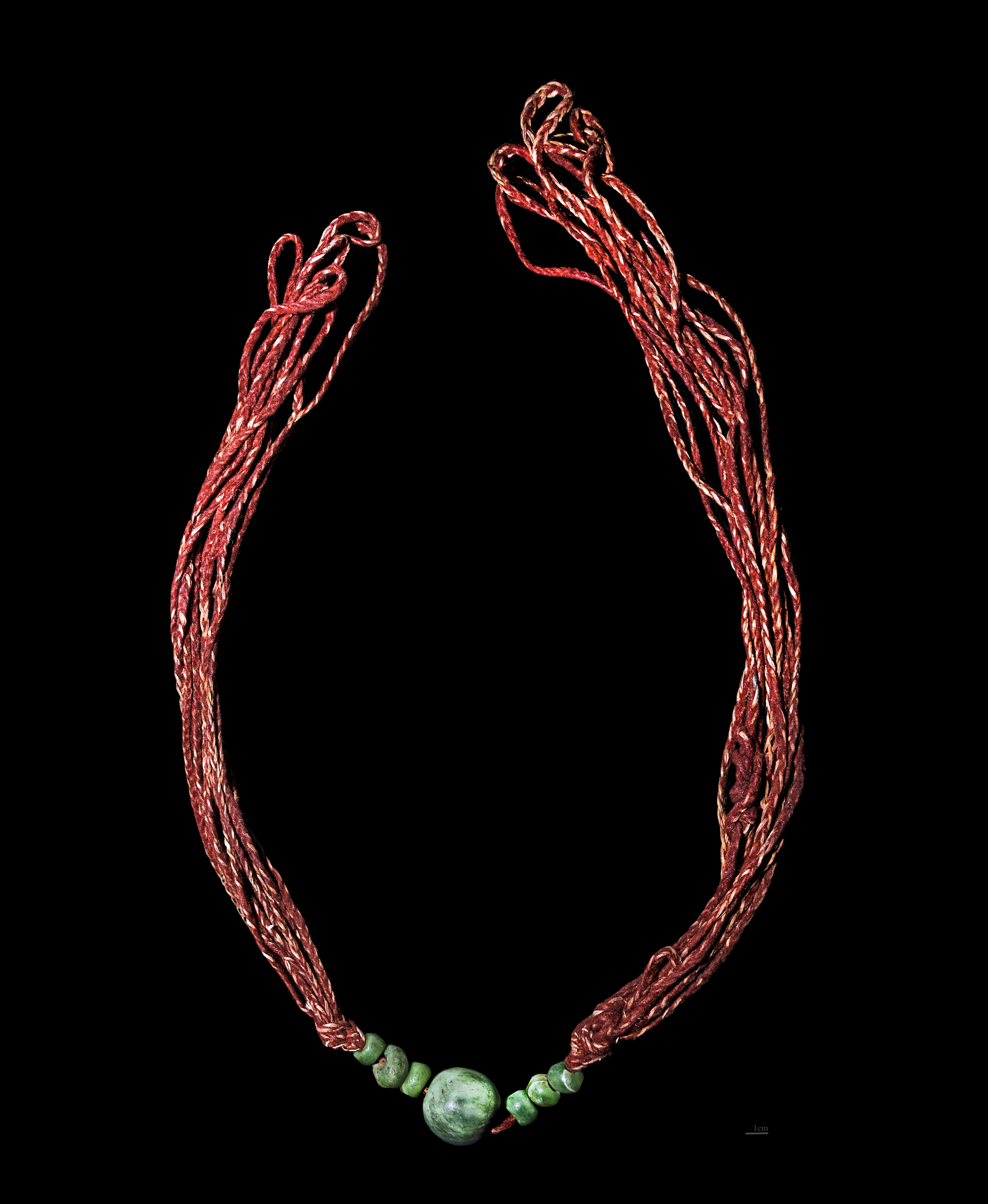
Kanak-ketting van vleerhonden-haarkoorden
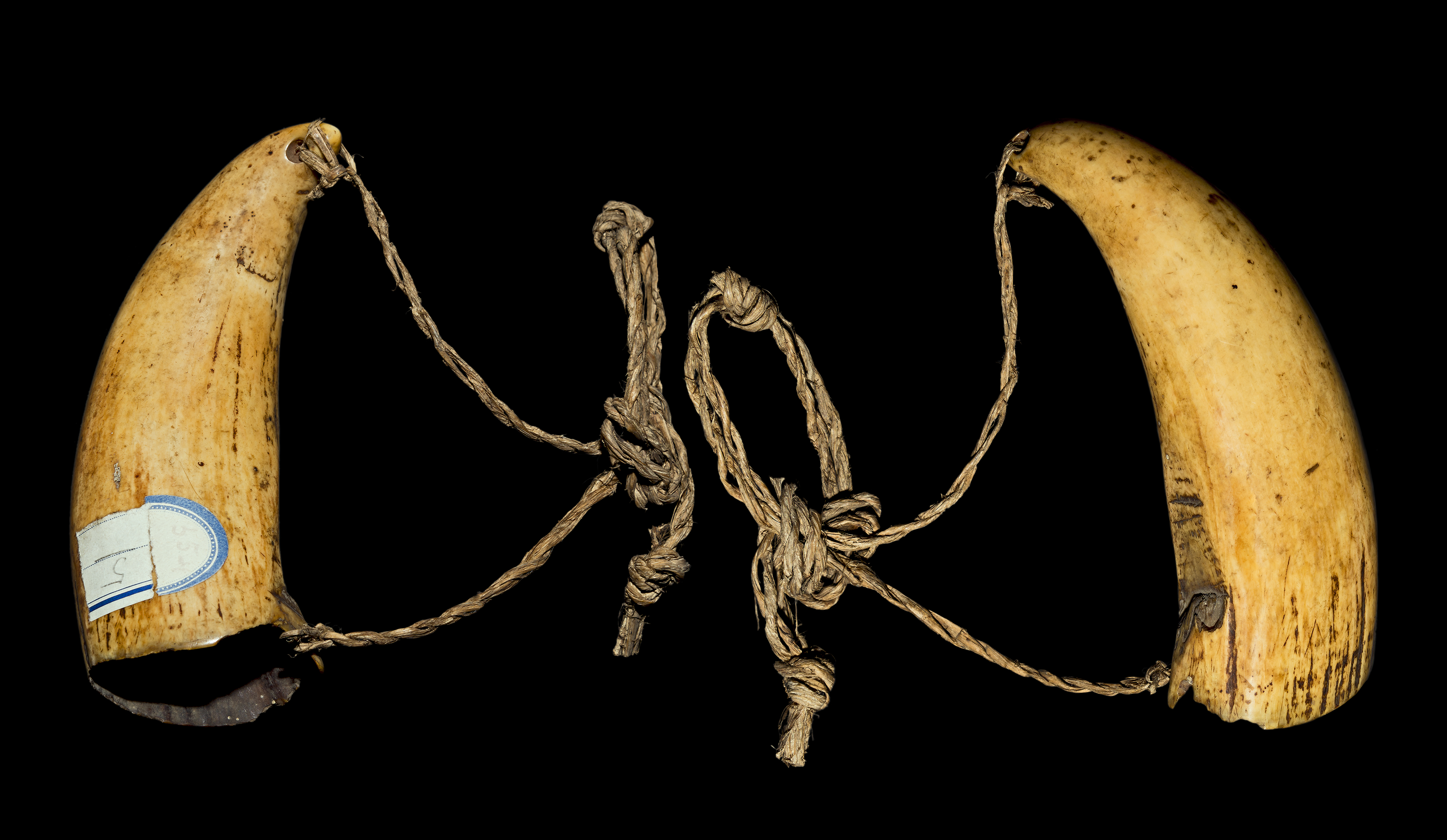
Tand van een potvis, 19e eeuw
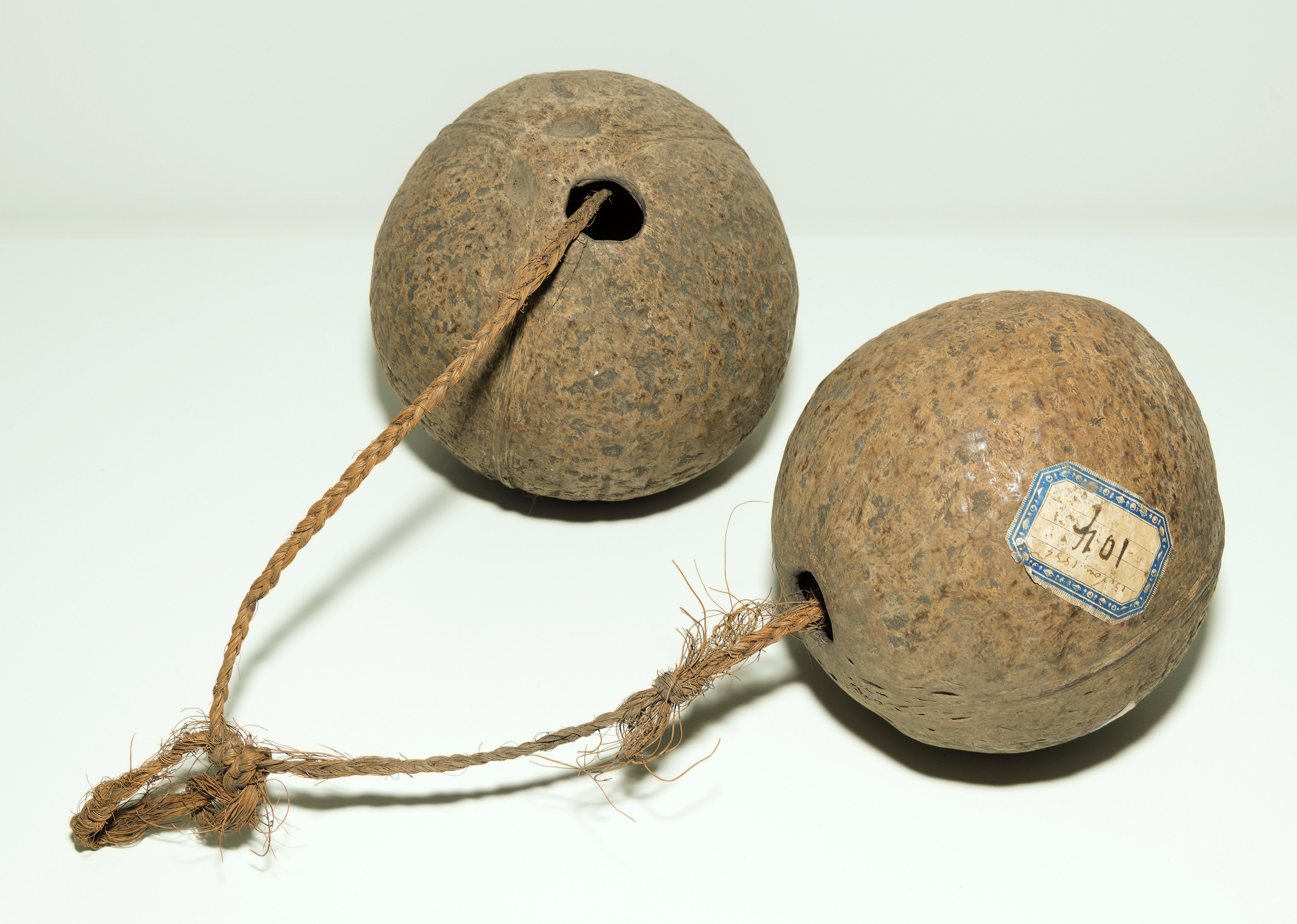
Kanak-veldfles
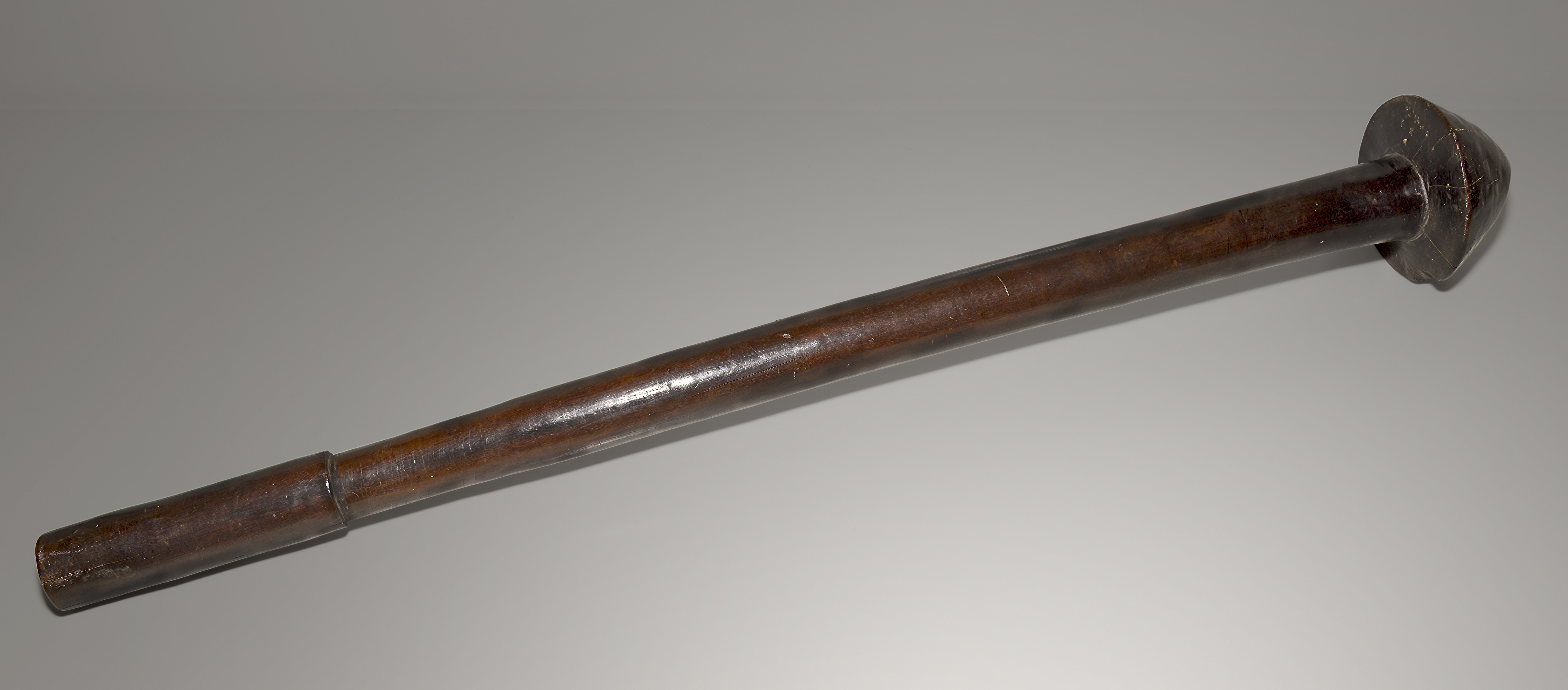
Knots
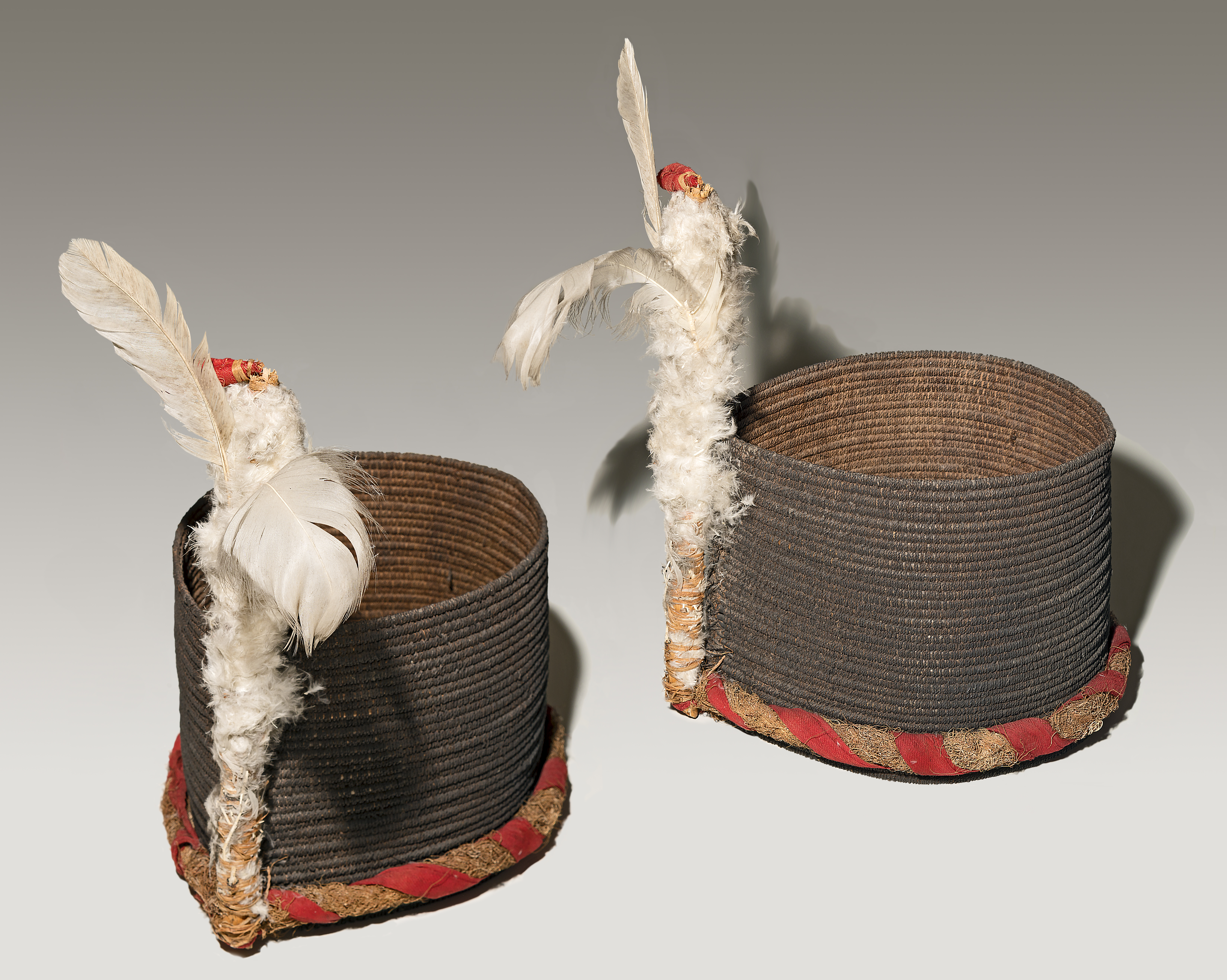
Tidi-hoofddeksel
Gesneden houten deurpost
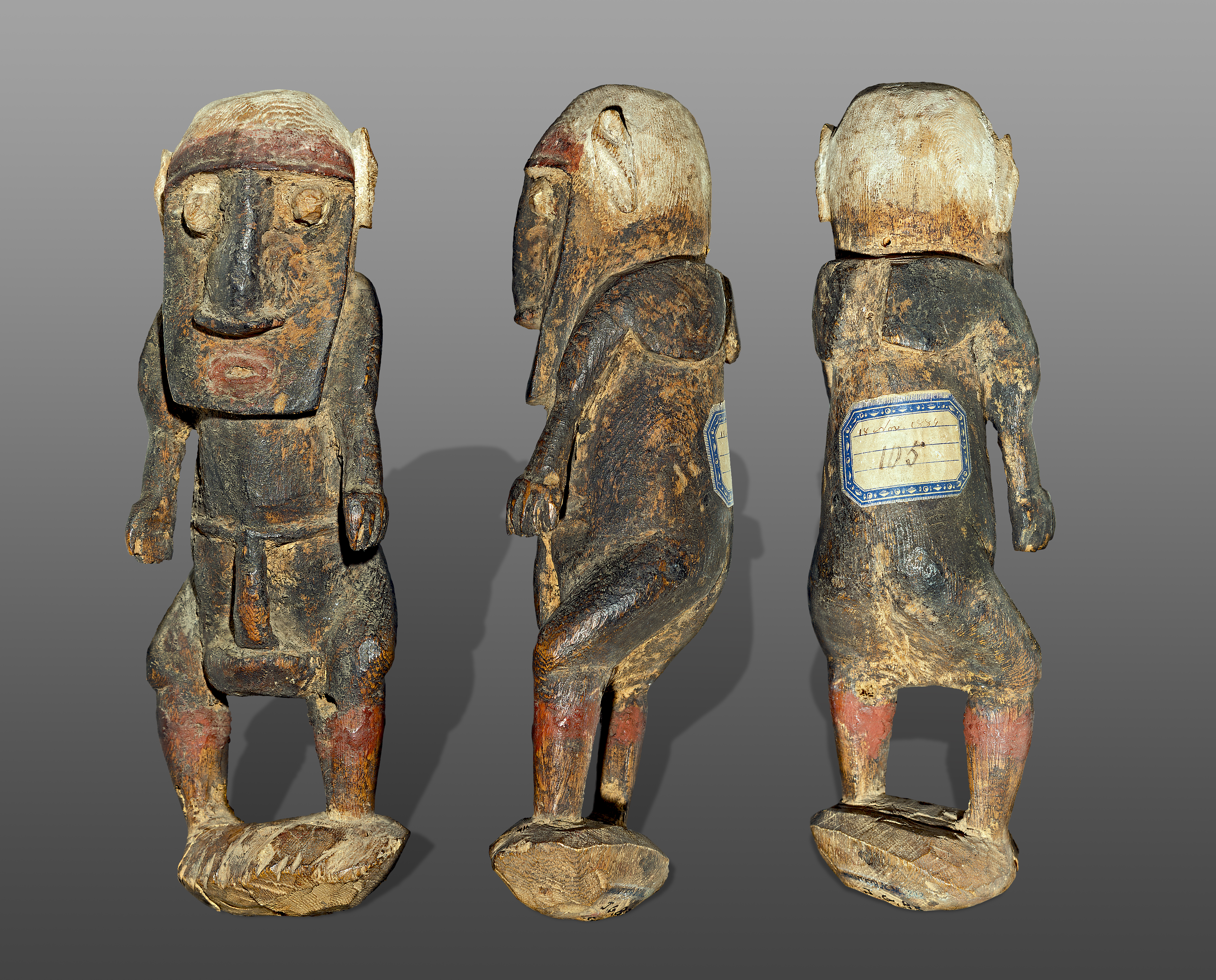
Mannelijk beeldje met peniskoker

- Bibliothèque nationale de France: cb11969392k (data)
- Gemeinsame Normdatei: 4259106-5
- Library of Congress Control Number: sh85071444
- MusicBrainz: ff1b5b46-4499-40a3-a944-6e34ee35c48d
- Nationale Bibliotheek van Israël: 987012431028605171